# Odontonema rutilans
Odontonema rutilans là một loài thực vật có hoa trong họ Ô rô. Loài này được (Planch.) Kuntze mô tả khoa học đầu tiên năm 1891.